# Ozob
Ozob é um personagem fictício criado por Deive “Azaghal” Pazos nos anos 90 durante suas partidas de RPG de mesa. A partir de 2013 foi resgatado para três episódios especiais de RPG com temática Cyberpunk do Nerdcast, o podcast e atração principal do site Jovem Nerd e se tornou um dos favoritos dos fãs. Suas características mais marcantes são a pele extremamente branca, o cabelo vermelho e uma granada no lugar do nariz. Ozob e agora é destaque no jogo eletrônico Cyberpunk 2077.

## O personagem
A história do personagem se passa originalmente no século XXII, uma época escura e violenta onde implantes cibernéticos, inteligências artificiais e megacorporações são onipresentes e controlam o mundo. A antiga Nova York deu lugar a Delta City, uma metrópole suspensa acima das nuvens por várias plataformas sucessivas. Abaixo das plataformas, a Cidade Baixa é repleta de pobreza e crime, sendo o lar de Ozob.
Ozob é um mercenário replicante, um tipo de humano melhorado, porém com data de validade e ilegal especialista em explosivos. Ele foi construído por um cientista louco que tem a aparência e o nome inspirados no palhaço Bozo. Suas características mais marcantes são a pele extremamente branca, o cabelo vermelho e uma granada de mão no lugar do nariz. Ele é constantemente perseguido por seus irmãos sanguinários e caçadores de replicantes.
Assim como Ozob, seus irmãos também foram baseados em outros palhaços brasileiros. Sendo eles Rizzo, um replicante que não sabe diferenciar a realidade de um jogo é baseado no Garoto Juca; Guzzo, Replicante trans, baseado na Vovó Mafalda; e Zatati Ratatá, gêmeos siameses baseados nos palhaços Patati e Patatá.
Em Cyberpunk 2077, Ozob foi construído pela Tyrell Corporation. Ele têm memórias traumáticas e assustadoras implantadas por palhaços. Diferente de outros replicantes, que estavam imbuídos de um propósito, Ozob nunca teve qualquer função além de ser um sujeito de experimento psicótico. Ozob não foi a única criação de seu mestre, mas teve alguns irmãos. Um deles é "Zatati Ratatá", um androide insano de duas cabeças, apelidado de "Chernobyl" por seus irmãos. Assim como Ozob, ele foi construído como um experimento para testar os limites da tecnologia replicante. Zatati é responsável por desfigurar o rosto de Ozob, arrancando seu nariz vermelho original como palhaço com uma faca e um alicate, que Ozob então substituiu por sua granada vermelha assinatura.

## História
Ozob é um personagem criado originalmente na década de 1990 por Deive 'Azaghal' Pazos, co-fundador do site geek brasileiro "Jovem Nerd". O personagem se tornou um dos favoritos dos fãs depois de ser destaque em três episódios especiais de RPG cyberpunk de "Nerdcast", o podcast e atração principal do site. Desde então o personagem recebeu um romance com sua história de origem escrita por Leonel Caldela e Deive Pazos e um busto colecionável pela Iron Studios.
Mais recentemente o personagem foi incluso como personagem no jogo eletrônico Cyberpunk 2077, da CD Projekt Red. A ideia de inclusão do personagem no jogo surgiu assim que o primeiro teaser do jogo foi lançado. De acordo com Alexandre 'Jovem Nerd' Ottoni a temática distópico futurista do game combinaria muito bem com o conceito do personagem, um palhaço mercenário com implantes cibernéticos e uma granada no lugar do nariz.
Ao longo dos anos de desenvolvimento do jogo, Deive e Alexandre tiveram contato com alguns funcionários da CD Projekt Red e um de seus fundadores, Marcin Iwiński apresentando artes conceituais e de quais formas o personagem poderia ser incluso no jogo. De acordo com seus criadores a grande popularidade do personagem entre os brasileiros da comunidade nerd foi fator decisivo para que a desenvovledora incluísse Ozob no game, principalmente por conta dos episódios do podcast comandado pela dupla de criadores de conteúdo do portal Jovem Nerd, um dos mais influentes da internet brasileira. Na versão brasileira do jogo, Ozob foi dublador pelo seu próprio criador, com teste de dublagem a pedido do mesmo para adequar sua voz e interpretação ao personagem. No entanto sua participação foi além  da dublagem, contando com ajuda nas adaptações de texto e localização das falas, com gírias e bordões originais do personagem.

Ozob também foi apresentado para o diretor Ridley Scott durante entrevista concedida à Alexandre Ottoni, o Jovem Nerd, e Deive Pazos, o Azaghal em Londres para o lançamento de Alien: Covenant.